# Henrik II. Avstrijski
Henrik II. Jasomirgott (nemško Heinrich) iz dinastije Babenberžanov je bil od leta 1140 do 1141 grof Renskega palatinata in vojvoda Bavarske (kot Henrik XI.), od leta  1141 do 1156 avstrijski mejni grof in od leta 1156 do svoje smrti vojvoda Avstrije, * 1107, † 13. januar 1177, Dunaj Vojvodina Avstrija. 

## Družina
Henrik je bil drugi sin avstrijskega mejnega grofa Leopolda III., prvi iz njegovega drugega zakona z Agnezo Waiblingensko, sestro zadnjega salijskega cesarja Henrika V. Leopold III. naj bi na volitvah leta 1125 kandidiral za nemškega kralja, a se je  odpovedal kandidaturi v korist svojega pastorka in Henrikovega polbrata Friderika II. Švabskega, ki je na koncu na volitvah izgubil proti Lotarju Supplinburškemu. Med Henrikovimi mlajšimi brati sta bila freisinški škof Oton in salzburški nadškof Konrad II. Njegova sestra Judita je postala žena markiza Viljema V. Montferraškega.
Henrikov vzdevek Jasomirgott je bil prvič dokumentiran v 13. stoletju kot Jochsamergott, katerega pomen ni jasen. Po ljudski etimologiji izhaja iz srednjevisokonemške oblike prisege »joch sam mir Got Helfe«, kar pomeni »Da, tako mi Bog pomagaj«.

## Vladanje
Ko je mejni grof Leopold III. leta 1136 umrl, ga je nasledil njegov tretjerojeni sin Leopold IV., verjetno zato, ker je Henrik že upravljal renske posesti zdaj že izumrle Salijske dinastije svoje matere. Aprila 1140 mu je nemški kralj Konrad III. podelil grofijo Renski palatinat, ki ji je vladal le kratek čas, saj je bil potem, ko je oktobra 1141 nepričakovano umrl njegov mlajši brat Leopold IV., imenovan za bavarskega vojvodo in mejnega grofa Avstrije. Vojvodino Bavarsko je dobil leta 1139, ko je kralj Konrad III. med sporom med dinastijami Welf in Hohenstaufen odstavil vojvodo Henrika Ponosnega.
Henrik je za svojo rezidenco izbral bavarsko prestolnico Regensburg (Ratisbona). Maja 1142 se je poročil z Gertrudo, hčerko cesarja Lotarja in vdovo Henrika Ponosnega. Umrla je manj kot leto po poroki in rodila svojega edinega otroka.
Vojvoda je ostal zvest privrženec Hohenstaufnov in je maja 1147 spremljal kralja Konrada III. v drugi križarski vojni. Ko so križarji oktobra doživeli katastrofalen poraz v bitki pri Dorileju s Turki  Seldžuki, je Henrik skupaj s Konradovim nečakom, mladim Friderikom Barbarosso, za las pobegnil. Kasneje se je skupaj s Konradom III. in Friderikom Barbarosso udeležil koncila v Akri in nato obleganja Damaska. Na poti domov je ostal na dvoru bizantinskega cesarja Manuela I. Komnena, kjer se je konec leta 1148 poročil z njegovo nečakinjo Teodoro.
Friderik Barbarossa, leta 1152 izvoljen za nemškega kralja, je poskušal doseči kompromis z Welfi in leta 1156 obdaril Henrika Leva, sina pokojnega Henrika Ponosnega, z vojvodino Bavarsko. Za Babenberžane je moral  najti nadomestno vojvodino,  kar je uresničil s Privilegium minus, s katerim je povzdignil Henrikovo mejno grofijo Avstrijo v vojvodino, neodvisno od Bavarske.
V nasprotju z očetom, ki je večino časa bival v Klosterneuburgu, je Henrik leta 1145 svojo avstrijsko rezidenco preselil na Dunaj. S tem dejanjem je Dunaj presegel druga mesta v vojvodini, kot so Krems, Melk in Klosterneuburg. Dunaj je do danes ostal glavno mesto Avstrije. Poleg tega je leta 1147 končal gradnjo stolnice sv. Štefana, ki je postala vidna znamenitost mesta in statusni simbol. Leta 1155 je Henrik na Dunaju ustanovil samostan Schottenstift, na dvorišču katerega še danes stoji njegov kip.
Novembra 1176, medtem ko so njegove avstrijske dežele napadle sile češkega vojvode Soběslava II., je Henrik II. s svojim konjem padel s poškodovanega  mostu blizu Melka in zlomil vrat stegnenice. 13. januarja 1177 je na Dunaju podlegel poškodbam. Po svoji zadnji volji je bil pokopan v samostanu Schottenstift.

## Poroki in otroci
Henrik II. je bil do leta 1143 poročen z Gertrudo Süpplingenburško, hčerko cesarja Lotarja II. Leta 1148 se je poročil s Teodoro Komneno, nečakinjo bizantinskega cesarja Manuela I. Komnena. Obe poroki sta odražali pomen Babenberžanov v srednji Evropi v tistem času.
Z Gertrudo je imel samo enega otroka: 
- Richenzo (1143 – ni znano), poročeno z grofom Henrikom Stefflinškim.

S Teodoro je imel tri otroke:
- Agnezo (ok. 1154 – 13. januar 1182), poročeno s kraljem Štefanom III. Ogrskim in za njim z vojvodom Hermanom Koroškim,[2]
- Leopolda V. (1157 – 31. december 1194), vojvodo Avstrije,[2] in
- Henrika I. Mödlinškega (1158 – 31. avgust 1223),  poročenega z Richezo, [2] hčerko češkega vojvode Vladislava II.